# Lista över borgmästare i Fredrikshamn
Detta är en lista över staden Fredrikshamns borgmästare.

## Borgmästare i Fredrikshamn
Borgmästare i Fredrikshamns före 16 september 1809.

### Justitieborgmästare
| Ämbetstid | Namn                  | Levnadstid | Övrigt |
| --------- | --------------------- | ---------- | ------ |
| 1692–1722 | Baltazar Walentinsson | –1722      |        |
| 1722–1741 | Fredrik Wittstock     | 1699–1747  |        |